# Pontificia Universidad Gregoriana
La Pontificia Universidad Gregoriana, heredera y continuadora del Colegio Romano fundado por San Ignacio de Loyola, es una Universidad Eclesiástica, confiada a la Compañía de Jesús, y por ello basada en el espíritu ignaciano. 

## Historia

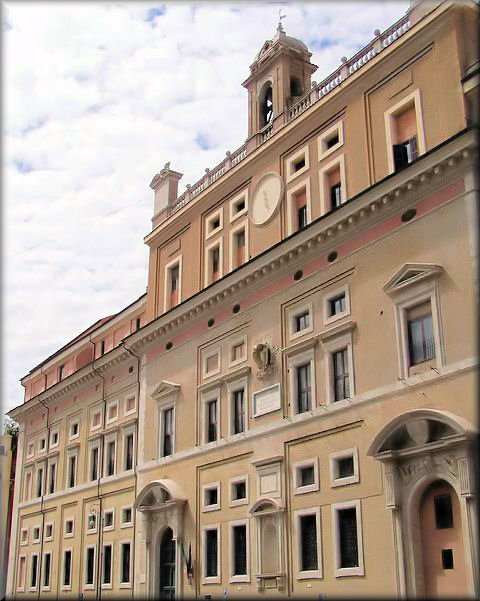
Sitio de la sede anterior del Colegio Romano.

En el año 1551 San Ignacio de Loyola, fundador de la Compañía de Jesús, fundó en un edificio romano, ahora desaparecido, situado en la ladera del Capitolio, en la Vía Capitolina, hoy Piazza d'Aracoeli, la primera escuela de los padres jesuitas, y junto a ella la primera biblioteca, llamada Colegio Romano. Fue tal el éxito, que hubo que proceder a un cambio de sede a causa del continuo aumento de alumnos. En el año 1583 el papa Gregorio XIII inauguró la nueva sede del Colegio Romano en un edificio situado en Roma, en la plaza que sigue todavía hoy llamándose así. Debido a este hecho, y a que este papa fue el fundador y el protector de la misma, tomará nombre de "Gregoriana".
En el año 1773, como consecuencia de la supresión de la Compañía de Jesús, el Colegio fue confiado a la custodia del clero secular romano. Sin embargo, el 17 de mayo de 1824, el papa León XII, refundada la Compañía de Jesús, le devolvió su custodia. En el año 1873, el Colegio Romano, sufrió un nuevo traslado, esta vez la sede fue ubicado en el Edificio Borromeo, también situado en Roma, en calle del Seminario, actualmente sede del Colegio Bellarmino. Ese mismo año el papa Pío IX, el 4 de diciembre de 1873, concedió al Colegio el derecho a asumir el título de "Pontificia Universidad del Colegio Romano", y a su rector el poder suscribirse como "Rector de la Pontificia Universidad Gregoriana". En 1980 fue nombrado rector el jesuita español Urbano Navarrete (Camarena de la Sierra, Teruel; 1920), hasta entonces decano de Derecho Canónico.
Desde 2004 hasta el 2010, el rector fue el reverendo padre Gianfranco Ghirlanda. Su nombramiento fue anunciado el 1 de abril de 2004 y tomó posesión el 1 de septiembre de dicho año. En 2010 fue nombrado el padre François-Xavier Dumortier.
Por su lado, el rector emérito de esta institución, el citado R.P. Urbano Navarrete, fue nombrado cardenal por Benedicto XVI, en el Consistorio de 24 de noviembre de 2007, anunciado el día 17 de octubre.

## Sede actual
Pero la universidad continuó creciendo y con ella las exigencias de espacio, por tanto en 1919, el papa Benedicto XV, adquirió en la Piazza della Pilotta el terreno para la erección de la nueva sede, y será el papa Pio XI el que tome el relevo empeñándose en no diferir por más tiempo su construcción, de manera que el 27 de diciembre de 1924 el cardenal Bisleti puso la primera piedra. La nueva y actual ubicación se encuentra en una de las plazas más tranquilas del centro de Roma, a los pies del Quirinale[[]] y enfrente de la monumental Villa Colonna. 
La fachada actual recuerda el estilo arquitectónico de finales del siglo XVI y al antiguo Colegio Romano. 
El cuadripórtico central, todo él de travertino, tiene dos ventanales en simetría con las dos escaleras monumentales rematadas con dos áticos que portan los escudos de armas de los papas Gregorio XIII y León XII, fundador y restablecedor del secular instituto, respectivamente. 
La galería del primer piso está decorada con el escudo de armas de Pío XI, último impulsor y promotor de la actual obra. 
Posee una biblioteca que contiene actualmente cerca de 800 000 libros y 3500 revistas, con seis salas de lectura, para un total de 400 plazas y un adecuado edificio destinado al depósito de los libros. 
En los últimos años la sede de la Universidad Gregoriana ha aumentado debido a la creciente número de alumnos, como ocurriera en sus orígenes. 

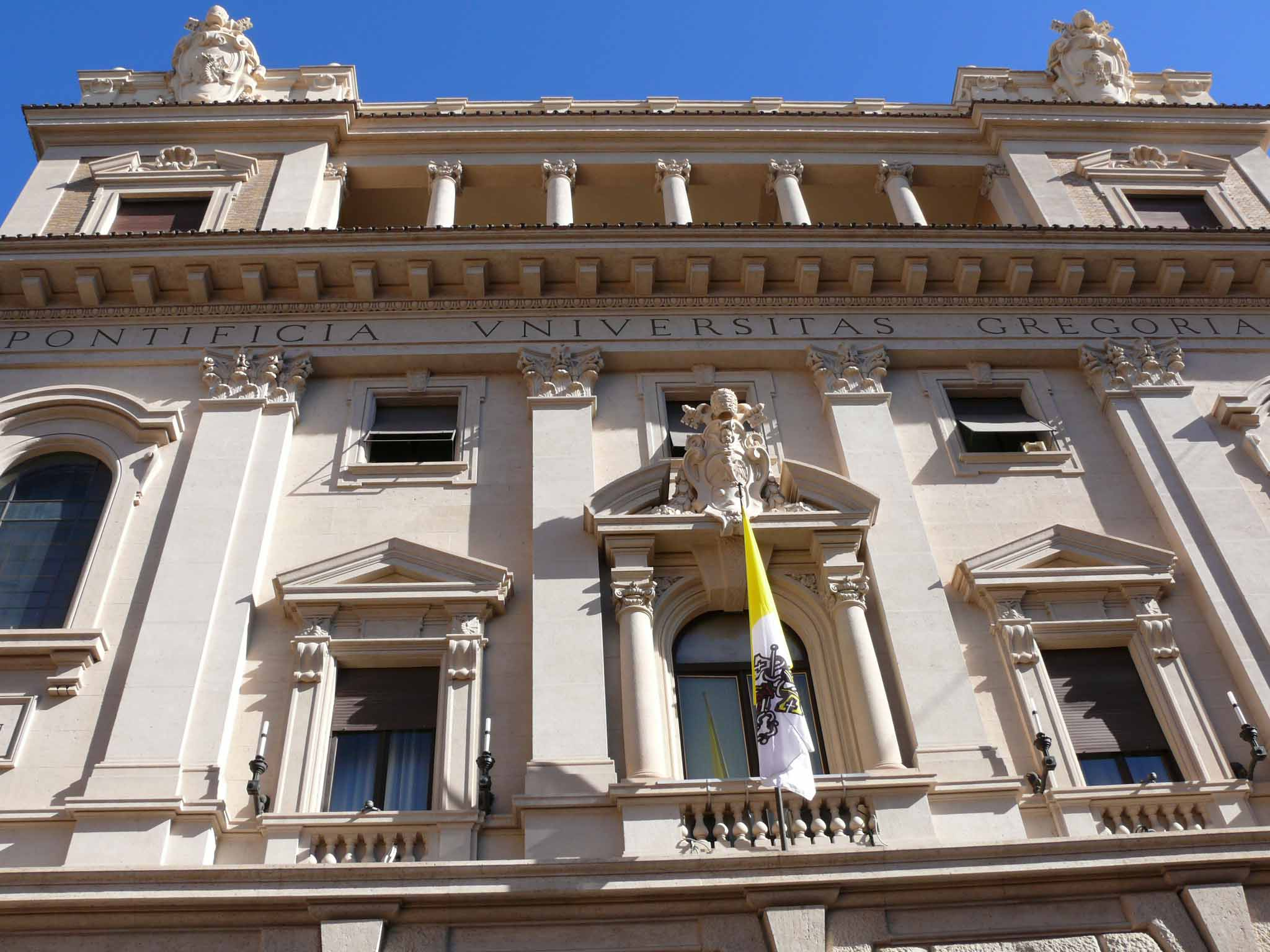
Fachada de la sede.

Así pues, hoy se compone de varios edificios anexos entre sí: la Traspontina, edificio situado detrás del central; el Palacio de los Lucchesi a la izquierda de la puerta principal según se entra y, delante de este, el edificio Frascara, cerrando el flanco izquierdo de la Piazza della Pilotta. 
Recientemente, en los sótanos del edificio central se ha realizado un moderno complejo de salas y aulas multifuncionales, entre ellas las aulas del Centro de Convenciones Matteo Ricci con un aforo total para unas seiscientas personas.
Conforme a lo establecido en los Pactos de Letrán entre Italia y la Santa Sede, la Universidad Gregoriana, aun formando parte del territorio italiano (al igual que otros institutos pontificios), goza de las inmunidades reconocidas por el derecho internacional a las sedes diplomáticas extranjeras, correspondiendo su administración al Estado de la Ciudad del Vaticano.

## Estructura académica
La Pontificia Universidad Gregoriana está asociada, por deseo expreso del papa Pío XI al Pontificio Instituto Bíblico y al Pontificio Instituto Oriental. Cada instituto permanece jurídicamente independiente con su propio rector, cuerpo docente y administración. Las tres instituciones cooperan estrechamente entre sí mediante el intercambio de profesores, la inscripción polivalente de los estudiantes y la propuesta en común de un gran número de cursos. De este modo, las tres instituciones ofrecen a sus alumnos una gran variedad de departamentos o facultades. Estas son:

### Pontificia Universidad Gregoriana
- Facultades
  - Ciencias sociales (especialidades: comunicación social, doctrina social de la Iglesia, sociología, liderazgo y gestión)
  - Derecho canónico (concentraciones: jurisprudencia matrimonial, jurisprudencia penal)
  - Filosofía (concentraciones: filosofía práctica, filosofía teórica, filosofía de la religión)
  - Historia y Patrimonio cultural de la Iglesia (especializaciones: historia de la Iglesia, patrimonio cultural de la Iglesia)
  - Misionología (concentraciones: missio ad gentes, nueva evangelización, teología de las religiones)
  - Teología (especializaciones: teología bíblica, teología dogmática, teología fundamental, teología moral, patrística, teología espiritual, teología vocacional)
- Institutos
  - Antropología (antiguo Centro para la protección de menores)
  - Espiritualidad
  - Psicología
- Centros
  - Centro de espiritualidad ignaciana
  - Centro de estudios judaicos "Cardenal Bea"
  - Centro de fe y cultura "Alberto Hurtado"
  - Centro de formadores al sacerdocio y a la vida consagrada "San Pedro Fabro"
  - Centro gregoriano de estudios interreligiosos

### Pontificio Instituto Bíblico
- - Facultad de Estudios Bíblicos
  - Facultad de Estudios del Oriente Antiguo

### Pontificio Instituto Oriental
- - Facultad de Ciencias Eclesiásticas Orientales (especializaciones: historia, liturgia, patrística)
  - Facultad de Derecho Canónico Oriental

## Estudiantes ilustres
Varios Papas han estudiado en la Pontificia Universidad Gregoriana:
- Alessandro Ludovisi → Gregorio XV
- Maffeo Barberini → Urbano VIII
- Giovanni Battista Pamphili → Inocencio X
- Emilio Altieri → Clemente X
- Antonio Pignatelli → Inocencio XII
- Giovanni Francesco Albani → Clemente XI
- Michelangelo Conti → Inocencio XIII
- Lorenzo Corsini → Clemente XII
- Gioacchino Pecci → León XIII
- Giacomo della Chiesa → Benedicto XV
- Achille Ratti → Pío XI
- Eugenio Pacelli → Pío XII
- Giovanni Battista Montini → Pablo VI
- Albino Luciani → Juan Pablo I

También en la Gregoriana han estudiado san Óscar Romero, arzobispo de San Salvador, Ismael Perdomo, Monseñor arzobispo de Bogotá Colombia, y Fernando Lugo primero obispo y luego presidente del Paraguay (2008-2012).

## Galería

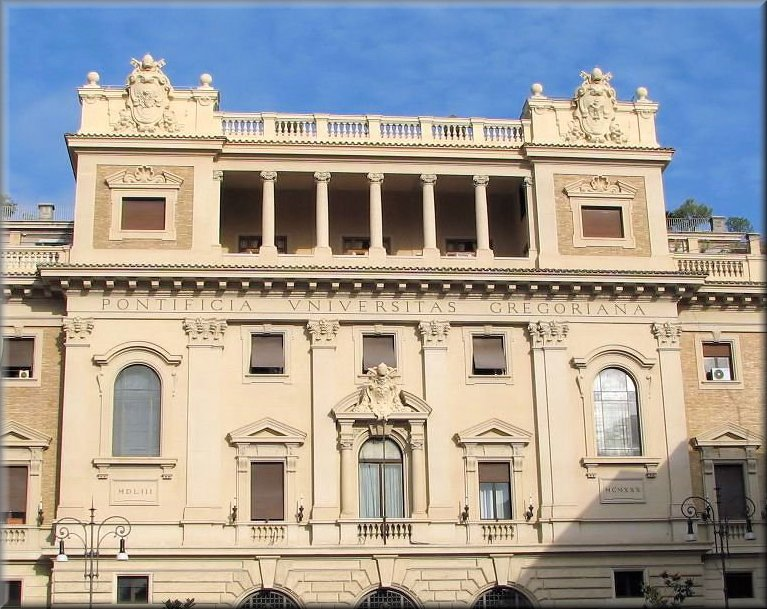
Detalle del frente.
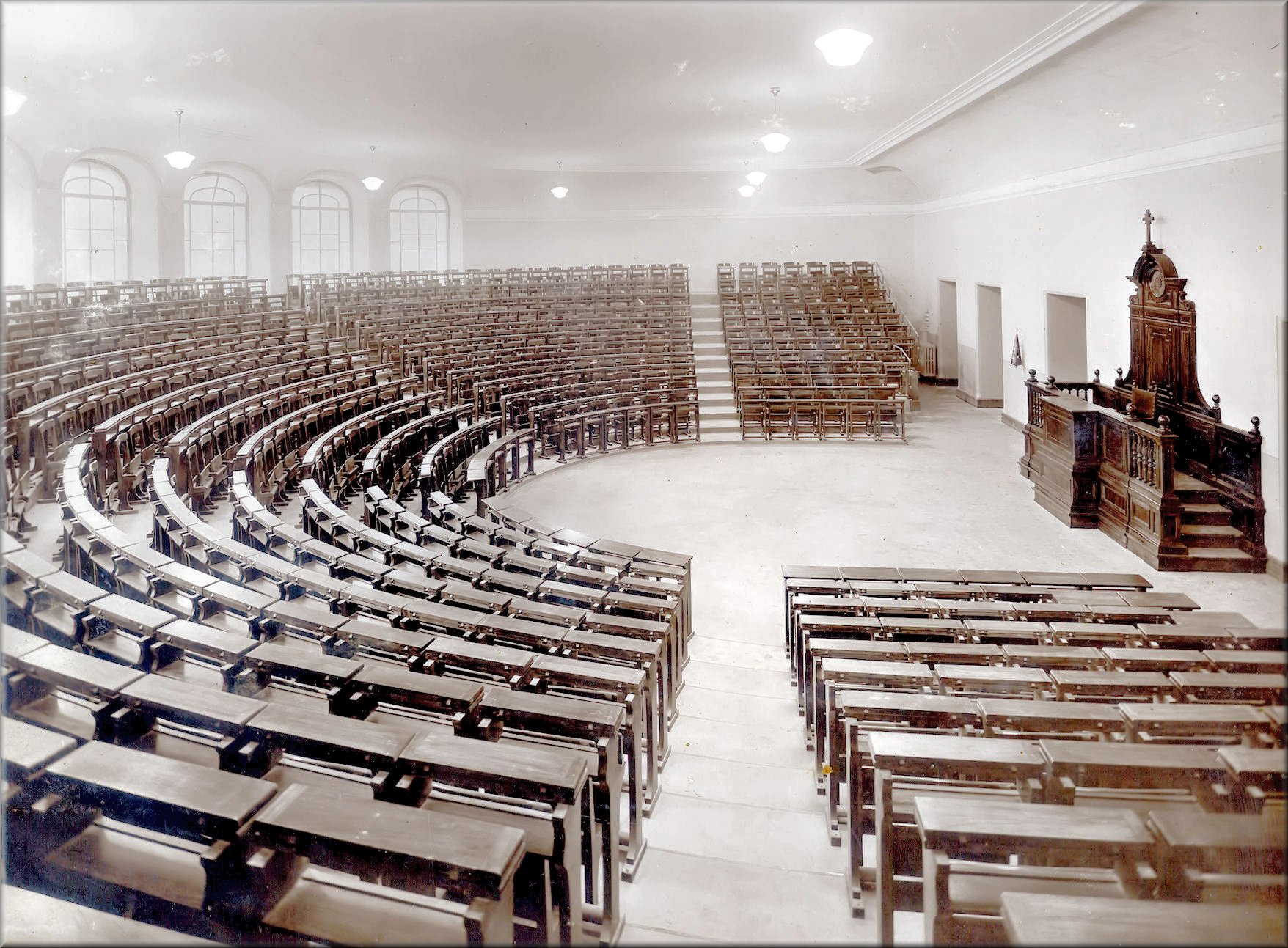
Aula anfiteatro en 1930).
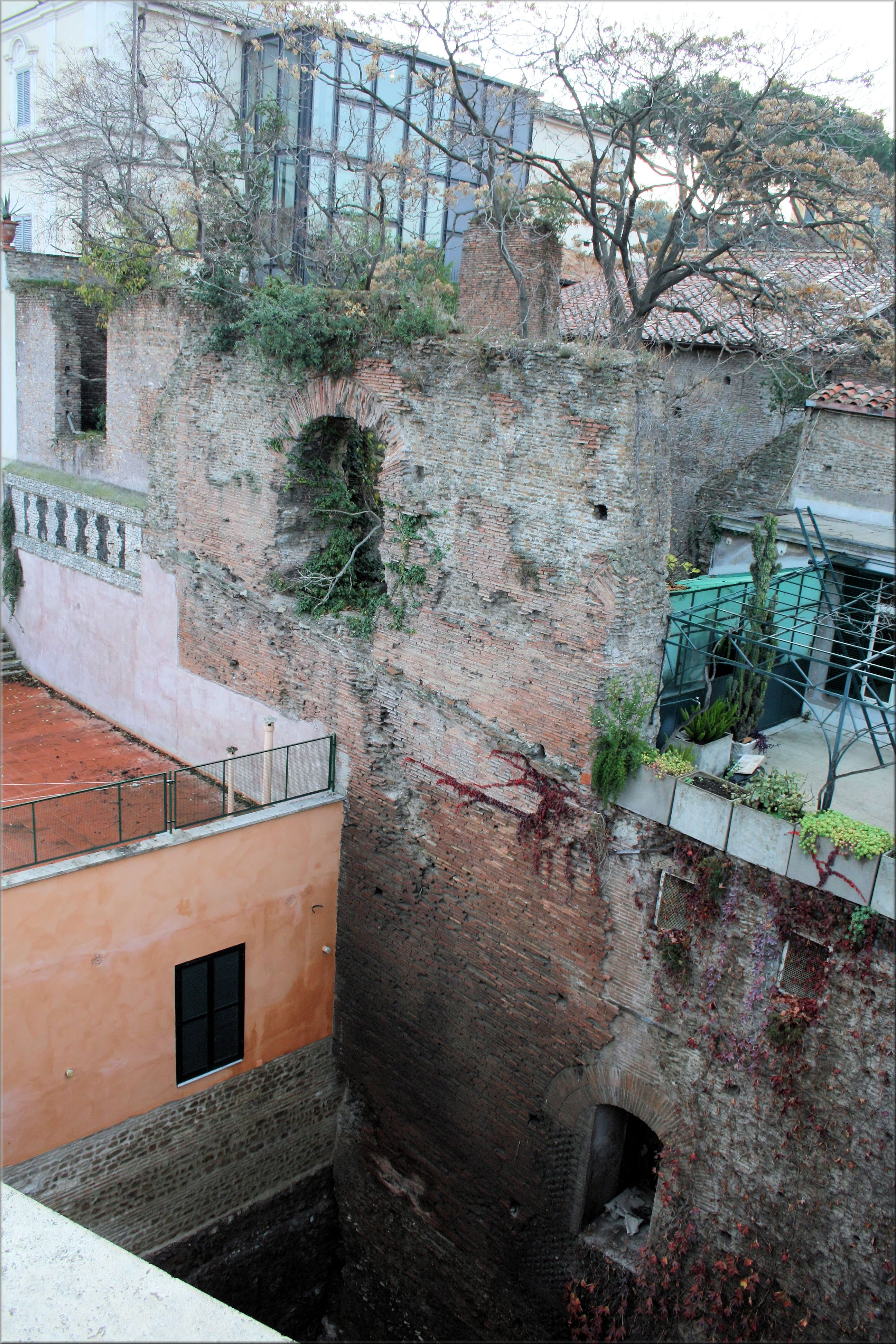
Tempio di Serapide.
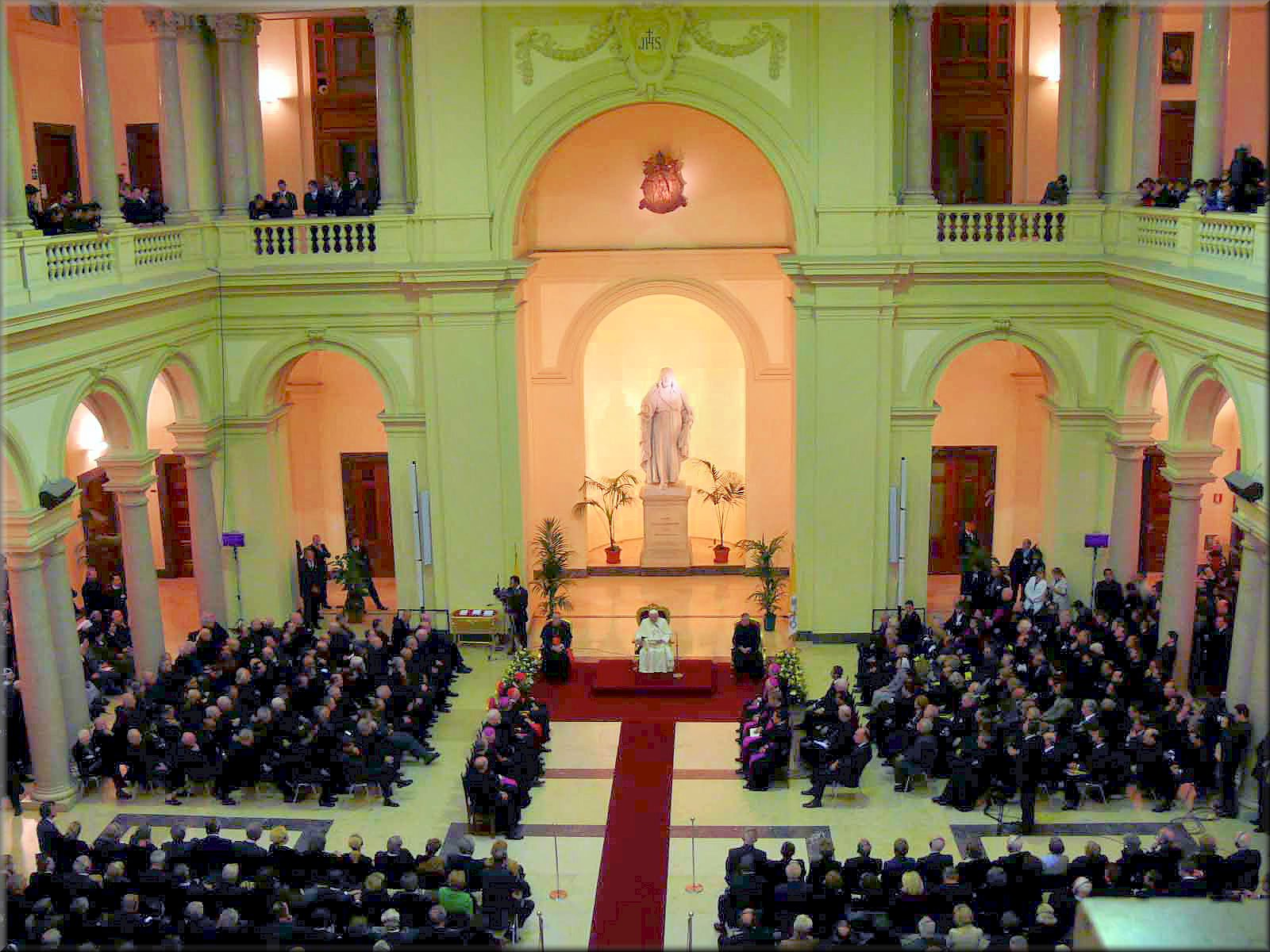
Visita de Benedicto XVI.